# Tunisie aux Jeux méditerranéens de 2018
Cet article contient des informations sur la participation et les résultats de la Tunisie aux Jeux méditerranéens de 2018 à Tarragone en Espagne.

## Médailles

### Or
| Sport              | Discipline                         | Sportifs                 |
| Médailles d'or : 6 |                                    |                          |
| Boules             | Pétanque - Doublets femmes         | Mouna Béji et Asma Belli |
| Boules             | Pétanque - Tir de précision femmes | Mouna Béji               |
| Escrime            | Fleuret individuel femmes          | Inès Boubakri            |
| Escrime            | Sabre individuel femmes            | Azza Besbes              |
| Haltérophilie      | 63 kg femmes                       | Ghofrane Belkhir         |
| Judo               | 73-81 kg hommes                    | Abdelaziz Ben Ammar      |

### Argent
| Sport                   | Discipline                 | Sportifs                            |
| Médailles d'argent : 13 |                            |                                     |
| Athlétisme              | 3 000 m steeple hommes     | Amor Ben Yahia                      |
| Athlétisme              | 3 000 m steeple femmes     | Habiba Ghribi                       |
| Athlétisme              | 1 500 m hommes             | Abdessalem Ayouni                   |
| Haltérophilie           | 58 kg femmes               | Nouha Landoulsi                     |
| Haltérophilie           | 85 kg hommes               | Ramzi Bahloul                       |
| Haltérophilie           | 105 kg hommes              | Aymen Bacha                         |
| Handball                | Tournoi per équipes hommes | Tunisie                             |
| Judo                    | Jusqu'à 60 kg hommes       | Fraj Dhouibi                        |
| Judo                    | 57-63 kg femmes            | Meriem Bjaoui                       |
| Judo                    | Plus de 78 kg femmes       | Nihel Cheikhrouhou                  |
| Karaté                  | Moins de 60 kg hommes      | Nader Azzoauzi                      |
| Lutte                   | Libre 62 kg femmes         | Marwa Amri                          |
| Tennis                  | Doubles hommes             | Anis Ghorbel et Mohamed Aziz Dougaz |

### Bronze
| Sport                    | Discipline                         | Sportifs                                 |
| Médailles de bronze : 13 |                                    |                                          |
| Athlétisme               | 400 m haies hommes                 | Zied Azizi                               |
| Boules                   | Pétanque - Doublets hommes         | Majdi Hammami et Mohamed Khaled Bougriba |
| Boules                   | Pétanque - Tir de précision femmes | Asma Belli                               |
| Boxe                     | Moins de 56 kg hommes              | Bilel Mhamdi                             |
| Boxe                     | Moins de 60 kg hommes              | Alaa Shili                               |
| Boxe                     | Moins de 69 kg hommes              | Ahmed Tabai                              |
| Haltérophilie            | 69 kg hommes                       | Karem Ben Hnia                           |
| Haltérophilie            | 69 kg hommes                       | Karem Ben Hnia                           |
| Haltérophilie            | 85 kg hommes                       | Ramzi Bahloul                            |
| Haltérophilie            | 63 kg femmes                       | Ghofrane Belkhir                         |
| Judo                     | 52-57 kg femmes                    | Ghofran Khelifi                          |
| Judo                     | Plus de 100 kg hommes              | Faïcel Jaballah                          |
| Taekwondo                | Moins de 58 kg hommes              | Hédi Neffati                             |